# Oregon-Hundszahn
Der Oregon-Hundszahn (Erythronium oregonum) ist eine Pflanzenart aus der Familie der Liliengewächse (Liliaceae). Die Pflanze bildet Natur-Hybriden mit Erythronium revolutum, Erythronium citrinum und Erythronium hendersonii.

## Merkmale

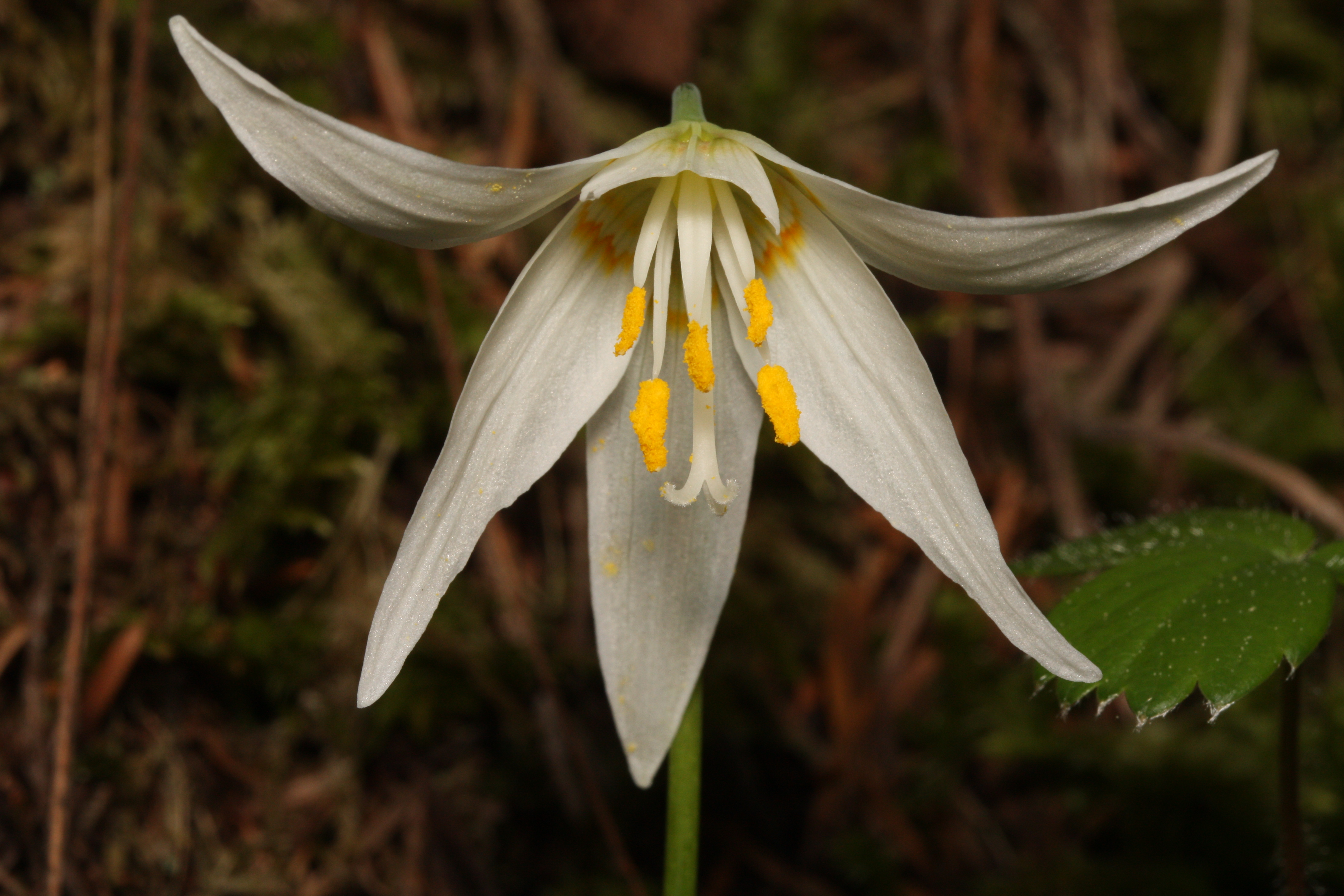
Blüte

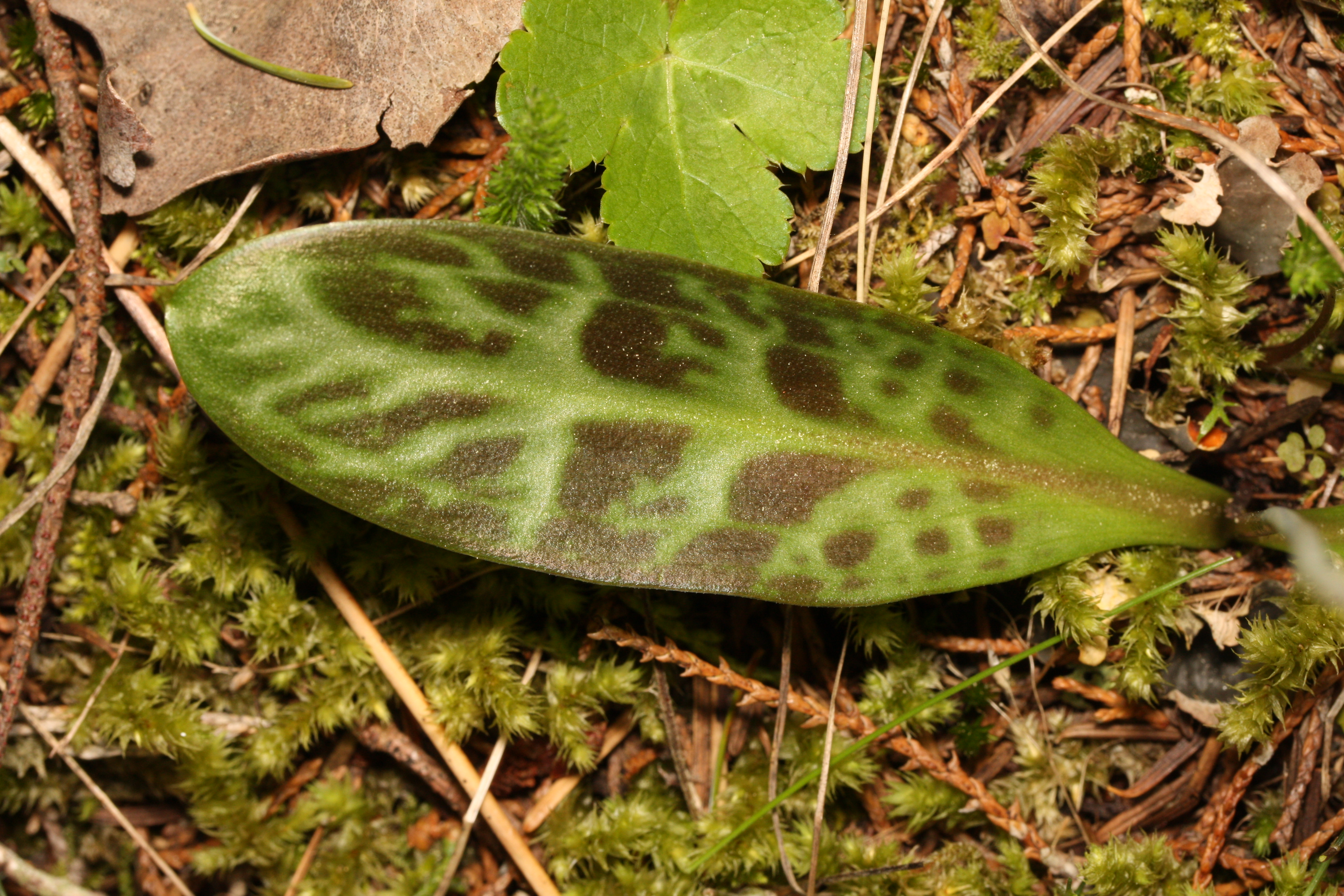
Blatt

Der Oregon-Hundszahn ist eine ausdauernde, krautige Zwiebelpflanze, die Wuchshöhen von 15 bis 40 Zentimeter erreicht. Die Zwiebeln sind 25 bis 60 Millimeter groß und fast eiförmig. Die Blätter sind 12 bis 25 Zentimeter groß. Es werden 1 bis 3 Blüten gebildet. Die Griffel sind 12 bis 18 Millimeter lang und weisen zurückgebogene Narbenlappen auf. Die Perigonblätter sind 25 bis 40 Millimeter lang und cremefarben. Sie haben einen gelben Grund, der sich manchmal beim Verblühen rosa verfärbt. Die inneren Perigonblätter besitzen am Grund Öhrchen.
Die Blütezeit reicht von April bis Mai.
Die Chromosomenzahl beträgt 2n = 24.

## Vorkommen
Der Oregon-Hundszahn kommt im küstennahen westlichen Nordamerika von Nord-Kalifornien bis zum südlichen British Columbia vor. Die Art wächst in felsigen Nadel- und Eichenwäldern und auf Wiesen in Höhenlagen von 0 bis 500 Meter.

## Nutzung
Der Oregon-Hundszahn wird selten als Zierpflanze für Gehölzränder, Steingärten und Rabatten genutzt.

## Belege
- Eckehart J. Jäger, Friedrich Ebel, Peter Hanelt, Gerd K. Müller (Hrsg.): Rothmaler - Exkursionsflora von Deutschland. Band 5: Krautige Zier- und Nutzpflanzen. Spektrum Akademischer Verlag, Berlin Heidelberg 2008, ISBN 978-3-8274-0918-8.